# Управа за аграрна плаћања
Управа за аграрна плаћања је орган управе у саставу Министарства пољопривреде, шумарства и водопривреде. Основана је у складу са Законом о пољопривреди и руралном развоју донетог 2009. године. Управом за аграрна плаћања руководи директор, а тренутни директор Управе је Слободан Николовски.

## Надлежности
Управа за аграрна плаћања је надлежна за следеће послове:
- врши избор поступака у складу са критеријумима, механизмима и правилима утврђеним прописима за доделу подстицаја
- расписује конкурс за доделу подстицаја
- објављује јавни позив за подношење пријава за остваривање права на подстицаје са условима за коришћење права на подстицаје
- проверава испуњеност услова за одобравање и исплату средстава по захтеву за остваривање права на подстицај у складу са прописима и условима на конкурсу и где је то потребно и по правилима јавних набавки
- припрема уговор о коришћењу подстицаја између Управе и корисника средстава подстицаја
- одлучује о праву на подстицаје
- врши исплату на основу оствареног права на подстицај
- спроводи поступак за повраћај средстава у случају неиспуњења обавеза од стране корисника или неосноване исплате средстава
- врши административну контролу и контролу на лицу места
- успоставља и води рачуноводствено евидентирање  обавеза и исплата
- спроводи програме међународних подстицаја пољопривредне политике у Републици Србији
- води Регистар пољопривредних газдинстава
- врши независну интерну ревизију
- доставља извештаје и анализе министру
- обавља остале послове у складу са законима